# Кукавка мала
Ку́кавка мала (Cacomantis passerinus) — вид зозулеподібних птахів родини зозулевих (Cuculidae). Мешкає в Південній Азії. Раніше вважався підвидом сіроволої кукавки, однак був визнаний окремим видом.

## Опис

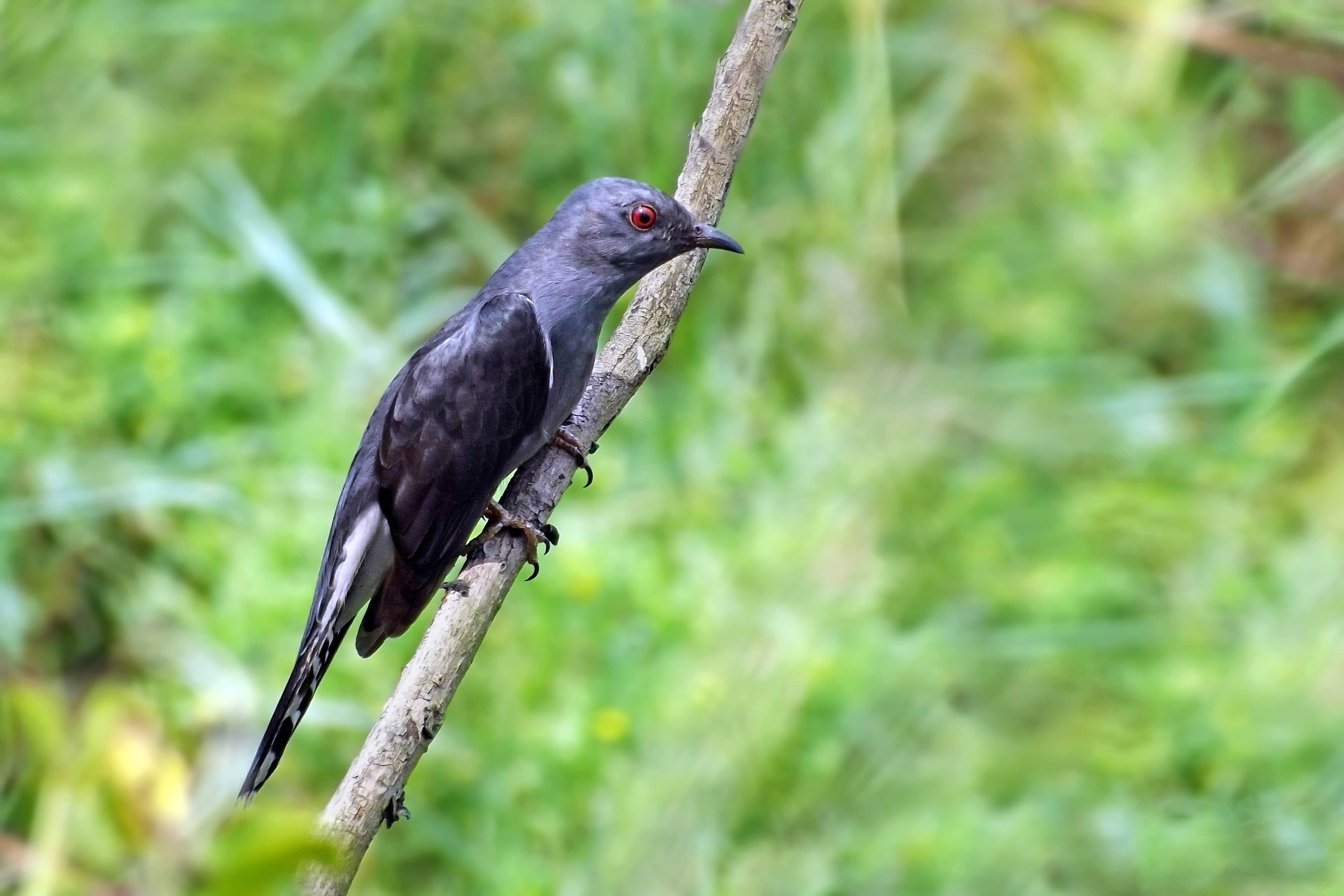
Мала кукавка

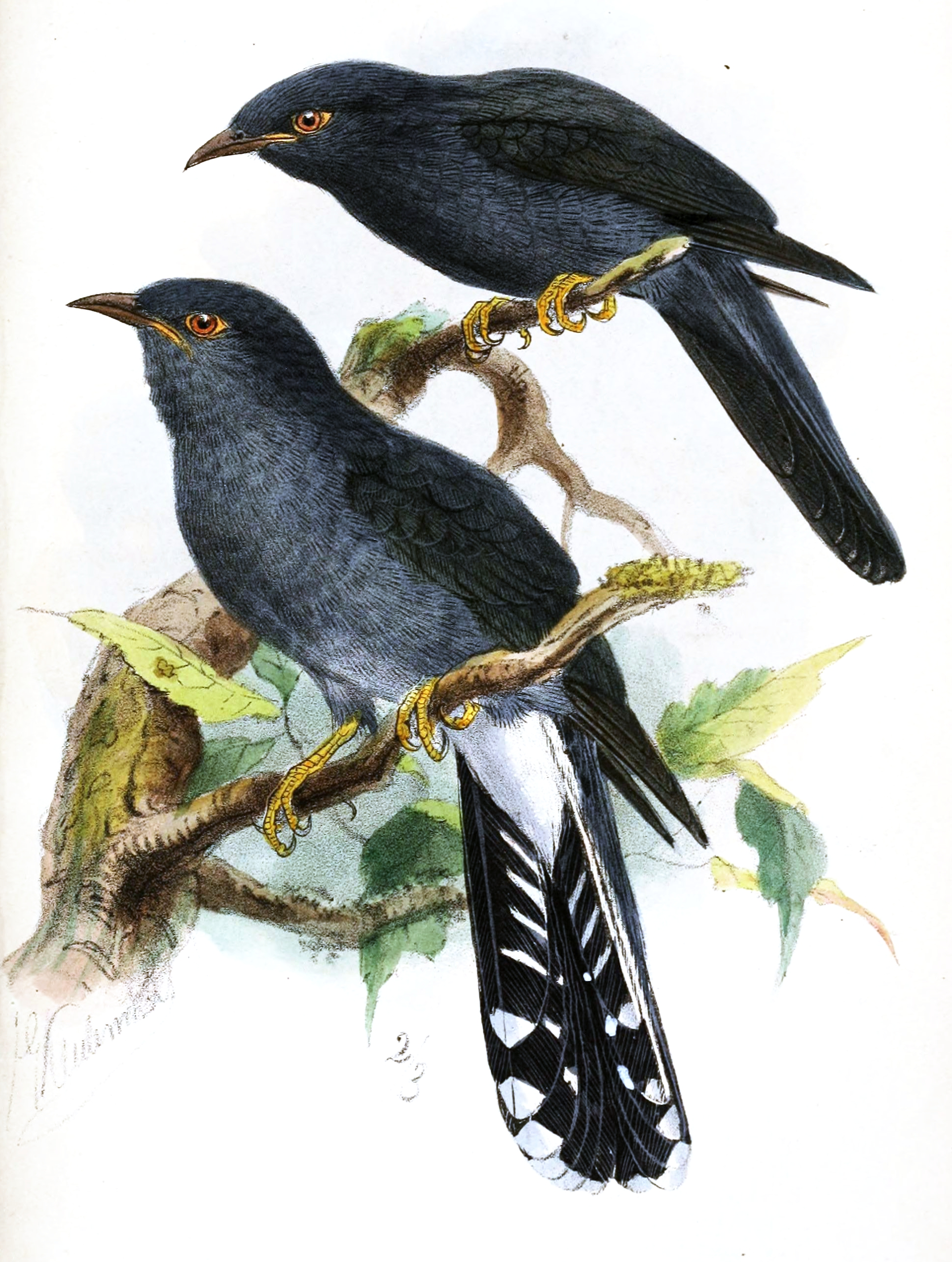
Малі кукавки

Довжина птаха становить 23 см. Забарвлення переважно сіре, нижня частина живота і нижні покривні пера хвоста білі. На крилах білі плями, стернові пера мають білі кінчики. У деяких самиць верхня частина тіла рудувато-коричнева, поцяткована темними смугами, на хвості смужки відсутні, нижня частина тіла білувата, сильно поцяткована темними смужками. Забарвлення молодих птахів подібне до забарвлення самиць, однак більш темно-сіре. 

## Поширення і екологія
Малі кукавки поширені від Гімалаїв у північному Пакистані, північній Індії, Непалі, Сіккімі, Бутані і західному Ассамі до північного Бангладеш і на південь через півострів Індостан до нір Нілґірі на півночі Керали. Північні популяції взимку мігрують на південь, досягаючи Шрі-Ланки. Бродячі птахи спостерігалися в М'янмі, Омані і на Мальдівах. Малі кукавки в рідколіссях, чагарникових заростях, парках і садах. Живляться комахами та їх личинками. Практикують гніздовий паразитизм, відкладають свої яйця в гнізда інших птахів.